# لوطی غلامحسین
لوطی غلامحسین مشهورترین حقه‌باز نیمهٔ اول قرن سیزدهم هجری ایران است. عبدالله مستوفی تردستی‌هایی را که ملکم خان، سفیر آن‌روز ایران در لندن، هنگام آمدن به تهران در محافل خصوصی انجام می‌داده‌است، نظیر حقه‌بازی‌ها و تردستی‌های لوطی غلامحسین می‌دانست.

## پانوشت‌ها
1. ↑  اورسل، ارنست. سفرنامه قفقاز و ایران، ص252